# Novo Ateísmo
Novo Ateísmo é um movimento social e político que começou no início da década de 2000 em favor do ateísmo e do secularismo e que é promovido por escritores ateus modernos que defendem a ideia de que "a religião não deve ser simplesmente tolerada, deve ser combatida, criticada e exposta por argumentos racionais, sempre que a sua influência surge."
Há incerteza sobre o quanto a influência do movimento tem tido sobre demografia religiosa em todo o mundo. Na Inglaterra e no País de Gales, em 2011, houve um aumento de grupos, associações de estudantes, publicações e aparições públicas de ateus, o que coincidiu com o fato de que o grupo irreligioso da sociedade é o de maior crescimento demográfico, seguido pelos islâmicos e evangélicos.
O Novo Ateísmo adequa-se e muitas vezes sobrepõe-se ao humanismo secular e ao antiteísmo, particularmente em sua crítica do que muitos Novos Ateus consideram ser a doutrinação das crianças e a perpetuação de ideologias  baseadas na crença no sobrenatural.

## História
Em 2004, a publicação de The End of Faith: Religion, Terror, and the Future of Reason (O Fim da Fé :Religião, Terrorismo e o Futuro da Razão) de Sam Harris, um best-seller nos Estados Unidos, marcou a primeira de uma série de sucessos literários por autores ateístas. Harris foi motivado pelos acontecimentos de 11 de Setembro de 2001, o qual ele estabeleceu como diretamente relacionado ao islamismo, ao mesmo tempo  criticando diretamente o cristianismo e o judaísmo. Dois anos mais tarde Harris seguiu com Carta a Uma Nação Cristã, que também faz uma critica severa ao cristianismo. Também em 2006, Richard Dawkins prosseguiu com o documentário de televisão The Root of All Evil? e publicou Deus, um delírio, que esteve na lista de mais vendidos do The New York Times por 51 semanas.

## Principais publicações
Estes são alguns dos livros significativos no campo do Novo Ateísmo:
- The End of Faith: Religion, Terror, and the Future of Reason por Sam Harris (2004)
- Atheist Manifesto: The Case Against Christianity, Judaism, and Islam por Michel Onfray (2005)
- Infidel: My Life por Ayaan Hirsi Ali (2006)
- The God Delusion por Richard Dawkins (2006)
- Breaking the Spell: Religion as a Natural Phenomenon por Daniel Dennett (2006)
- God: The Failed Hypothesis por Victor J. Stenger (2007)
- God Is Not Great: How Religion Poisons Everything por Christopher Hitchens (2007)
- Godless: How an Evangelical Preacher Became One of America's Leading Atheists por Dan Barker (2008)
- The God Argument por A. C. Grayling (2013)

## Figuras proeminentes

### "Quatro Cavaleiros do Não Apocalipse"

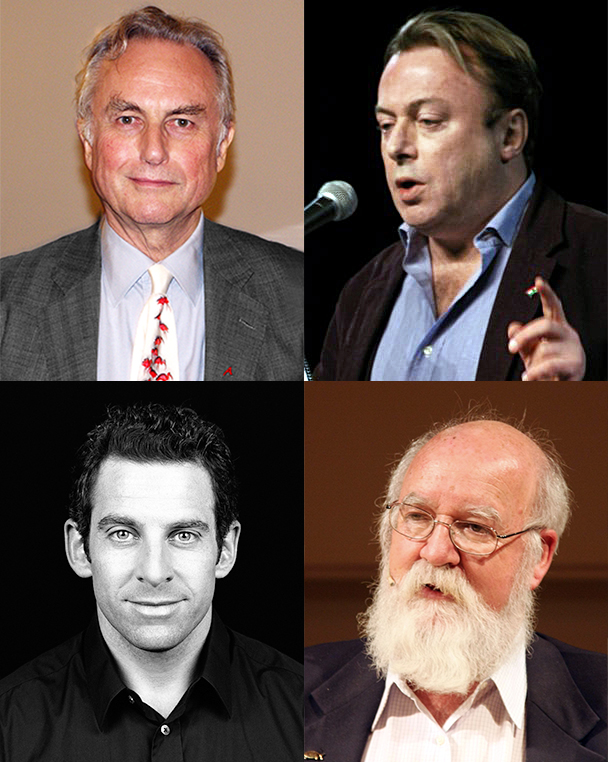
No sentido horário, do topo esquerdo: Richard Dawkins, Christopher Hitchens, Daniel Dennett e Sam Harris.

Durante "The God Debate", em 2010, com Christopher Hitchens vs Dinesh D'Souza, o grupo de ateus proeminentes (Richard Dawkins, Christopher Hitchens, Sam Harris e Daniel Dennett) foram referidos como os "Quatro Cavaleiros do Não Apocalipse", uma referência aos Cavaleiros do Apocalipse mencionadas no Livro do Apocalipse na Bíblia. Harris é o autor de livros de não-ficção best-sellers, como O Fim da Fé, Carta a Uma Nação Cristã e A Paisagem Moral, bem como co-fundador do Projeto Razão.
Richard Dawkins é o autor de The God Delusion, que foi precedida por um documentário de televisão do Channel 4 intitulado The Root of All Evil?. Ele também é o fundador da Fundação Richard Dawkins para a Razão e a Ciência.

Divirto-me com a estratégia, quando me perguntam se sou ateu, de lembrar que o autor da pergunta também é ateu no que diz respeito a Zeus, Apolo, Amon Ra, Mitra, Baal, Thor, Wotan, o Bezerro de Ouro e o Monstro de Esparguete Voador. Eu só fui um deus além.

Richard Dawkins, em "The God Delusion", pág.53
Christopher Hitchens foi o autor de Deus Não É Grande e foi nomeado entre os "100 intelectuais públicos" pela Foreign Policy e pela Prospect. Além disso Hitchens foi membro do conselho consultivo da Coalizão Secular para a América.
Daniel Dennett, autor de A Ideia Perigosa de Darwin, Quebrando o Encanto e muitos outros, além de também apoiar o Projeto Clero, uma organização que fornece apoio a pessoas do clero nos Estados Unidos que deixaram de acreditar em Deus e não podem participar plenamente das atividades de suas comunidades.

### Outros
Após a morte de Hitchens, Ayaan Hirsi Ali passou a ser descrita como a "Quarta Cavaleira do Não Apocalipse". Hirsi Ali nasceu em Mogadíscio, na Somália, e fugiu para os Países Baixos em 1992, para escapar de um casamento arranjado. Ela se envolveu na política holandesa, rejeitou a fé e se tornou uma importante ativista contra a ideologia islâmica, especialmente a respeito das mulheres, como exemplificado por seus livros Infidel e The Caged Virgin.
Hirsi Ali posteriormente envolveu-se na produção do filme Submission, pelo qual seu amigo Theo van Gogh foi assassinado a tiro em uma ciclovia de Amsterdã por um fundamentalista islâmico. O extremista também deixou uma ameaça de morte a Hirsi Ali presa em um punhal fincado no peito de van Gogh. Isto levou Hirsi Ali a se esconder e mais tarde a imigrar para os Estados Unidos, onde agora reside e continua a ser uma crítica prolífica do islamismo, das religiões em geral e ao tratamento dado às mulheres na religião e nas sociedades islâmicas, além de ser uma defensora da liberdade de expressão e da liberdade para ofender.
Apesar dos "Quatro Cavaleiros" serem, indiscutivelmente, os proponentes mais importantes do Novo Ateísmo, há uma série de outras correntes de notáveis novos ateus, como Lawrence M. Krauss (autor de A Universe from Nothing), Jerry Coyne (Why Evolution is True e seu blogue complementar, que inclui especificamente polêmicas contra questões religiosas), Greta Christina (Why are you Atheists so Angry?), Victor J. Stenger (The New Atheism), Michael Shermer (Why People Believe Weird Things), David Silverman (presidente da American Atheists e autor de Fighting God: An Atheist Manifesto for a Religious World), Ibn Warraq (Why I Am Not a Muslim), Matt Dillahunty (apresentador do webcast de TV a cabo chamado The Atheist Experience), Bill Maher (escritor e estrela do documentário de 2008 chamado Religulous), Steven Pinker (notável cientista cognitivo, linguista, psicólogo e autor) e Julia Galef (co-apresentadora do podcast Rationally Speaking).

## Argumentos
Os novos ateus escrevem principalmente a partir de uma perspectiva científica. Ao contrário de autores anteriores, muitos dos quais achavam que a ciência era indiferente, ou mesmo incapaz de lidar com o conceito de "Deus", Richard Dawkins argumenta o contrário, alegando que a "Hipótese de Deus" é uma hipótese científica válida, que produz efeitos no universo físico e, como qualquer outra hipótese, pode ser testada e refutada. Outros novos ateus, como Victor J. Stenger, propõem que o Deus abraâmico é uma hipótese científica que pode ser testada por métodos padrão da ciência. Tanto Dawkins quanto Stenger concluem que esta hipótese falha diante de tais testes e argumentam que o naturalismo é suficiente para explicar tudo o que observamos no universo, das galáxias mais distantes, a origem da vida, as espécies e os funcionamentos internos do cérebro e da consciência. Em nenhum lugar, argumentam eles, é necessário introduzir Deus ou o sobrenatural para compreender a realidade. Novos Ateus têm sido associados ao argumento do ocultamento divino e à ideia de que "ausência de evidência é evidência de ausência".

### Testes científicos da religião
Os novos ateus afirmam que muitas reivindicações religiosas ou sobrenaturais (como o nascimento virginal de Jesus e a vida após a morte) são afirmações científicas por natureza. Eles argumentam, assim como deístas e cristãos progressistas, por exemplo, que a questão da suposta ascendência de Jesus não é uma questão de "valores" ou "moral", mas uma questão de investigação científica. Os novos ateus acreditam que a ciência é agora capaz de investigar pelo menos algumas, se não todas, as reivindicações sobrenaturais. Instituições como a Mayo Clinic e a Universidade de Duke estão tentando encontrar suporte empírico para o poder de cura da oração de intercessão. De acordo com Stenger, estas experiências não encontraram nenhuma evidência de que a oração de intercessão funciona.

### Argumentos lógicos
Stenger também argumenta em seu livro God: The Failed Hypothesis que um Deus onisciente, onibenevolente e onipotente, que ele chamou de um "Deus 3O", não pode logicamente existir. Uma série semelhante de refutações lógicas da existência de um Deus com vários atributos podem ser encontradas na obra The Impossibility of God de Michael Martin e de Ricki Monnier, ou no artigo de Theodore M. Drange, "Incompatible-Properties Arguments".

### Magistérios não-interferentes
Os novos ateus são particularmente críticos da visão de "magistérios não-interferentes" defendida por Stephen Jay Gould sobre a existência de um "domínio em que uma forma de ensino tem as ferramentas apropriadas para o discurso significativo e a resolução". Na proposta de Gould, ciência e religião devem limitar-se a domínios distintos e não sobrepostos: a ciência seria limitada à esfera empírica, incluindo teorias desenvolvidas para descrever observações, enquanto a religião abordaria questões de valor moral. Os líderes do Novo Ateísmo afirmam que esta ideia não descreve fatos empíricos sobre a intersecção entre ciência e religião. Em um artigo publicado na revista Free Inquiry e mais tarde em seu livro de 2006 Deus, um delírio, Dawkins escreve que as religiões abraâmicas lidam constantemente com assuntos científicos. Matt Ridley observa que a religião faz mais do que falar sobre significados morais e a ciência não está proibida de fazer o mesmo. Afinal de contas, a moral envolve o comportamento humano, um fenômeno observável, e a ciência é o estudo de fenômenos observáveis. Ridley observa que há investigação científica substancial sobre as origens evolutivas da ética e da moralidade.

### Ciência e moralidade
A ideia de que a ciência e os fatos objetivos atualmente desconhecidos podem instruir a moralidade humana de uma forma globalmente comparável foi popularizada por Sam Harris. No livro A Paisagem Moral, Harris propõe que o bem-estar humano e, inversamente, o sofrimento podem ser pensados como uma paisagem com picos e vales que representam inúmeras maneiras de conseguir extremos na experiência humana e que existem estados objetivos de bem-estar.

### Política
O Novo Ateísmo é politicamente engajado de várias maneiras, como campanhas para reduzir a influência da religião na esfera pública, tentativas para promover a mudança cultural sobre a aceitação generalizada do ateísmo e esforços para promover a ideia de uma "identidade ateia". As divisões estratégicas internas sobre estas questões também têm sido notáveis, assim como as questões sobre a diversidade do movimento em termos de equilíbrio entre gêneros e raças.